# Юрковская ТЭЦ
Юрковская ТЭЦ (укр. Юрківська теплоелектроцентраль) — прекратившая существование тепловая электроцентраль в городе Ватутино Черкасской области. 

## История
Строительство тепловой электростанции было предусмотрено 4-м пятилетним планом восстановления и развития народного хозяйства СССР, для выполнения работ было создано отдельное строительно-монтажное управление.
В 1951 году был заложен фундамент Юрковской ТЭЦ.
2 июня 1952 года агрегат первой очереди ЮТЭЦ дал электрический ток, который поступил жителям Ватутино и Звенигородки. В качестве топлива использовались топливные брикеты производства Юрковской брикетной фабрики, которые производились из бурых углей Юрковского угольного месторождения. 
В 1953 году в строй была введена вторая очередь ТЭЦ мощностью 24 тыс. кВт, что обеспечило электрификацию сёл Юрковка, Стецовка, Скалеватка, также объектов города Шпола.
Под руководством главного инженера И. И. Михайлова на ЮТЭЦ была внедрена передовая технология применения багерных насосов для транспортирования золы из-под котлов, что уменьшило расход тепловой энергии при использовании конденсата и повысило эффективность работы ЮТЭЦ (в денежном выражении это решение обеспечило 24 тыс. рублей годовой экономии).
До 1960 года Юрковская ТЭЦ обеспечивала электроэнергией три района Черкасской области (Звенигородский, Катеринопольский и Шполянский), а после начала работы Кременчугской ГЭС, ЮТЭЦ стала работать параллельно с ней. 
В период с ввода в эксплуатацию в 1952 году до 1971 года на ЮТЭЦ было произведено более 2,0 млрд кВт-ч. электроэнергии.
После провозглашения независимости Украины ТЭЦ была реорганизована в открытое акционерное общество.
В 1997 году Кабинет министров Украины принял решение прекратить добычу бурого угля на шахтах Юрковского месторождения, после чего шахтоуправление «Ватутинское» и брикетная фабрика были закрыты, а работа Юрковской ТЭЦ была остановлена.
В начале 2005 года ТЭЦ начали разбирать. Всего на выполнение работ по ликвидации ТЭЦ было израсходовано 15,4 млн. гривен из средств государственного бюджета Украины, однако в ходе проведения проверки было установлено, что эти работы были выполнены фиктивно.